# Гостілеле
Гостілеле (рум. Gostilele) — село у повіті Келераш в Румунії. Адміністративно підпорядковане місту Фундуля.
Село розташоване на відстані 32 км на схід від Бухареста, 74 км на північний захід від Келераші, 145 км на південний схід від Брашова.

## Населення
За даними перепису населення 2002 року у селі проживали 804 особи, з них 800 осіб (99,5%) румунів. Рідною мовою 801 особа (99,6%) назвала румунську.